# Deserto Neptuniano
O Deserto Neptuniano é um termo usado na Planetologia para definir a região próxima a estrelas (período orbital < 2-4 dias), onde nenhum exoplaneta do tamanho de Netuno (> 0,1 MJ) é encontrado. Esta área recebe forte irradiação da estrela, significando que os planetas não retêm sua atmosfera gasosa à medida que evaporam deixando apenas um núcleo rochoso.
Os mecanismos físicos que resultam no Deserto Neptuniano observados são atualmente desconhecidos, mas têm sido sugeridos como sendo devido a um mecanismo de formação diferente para Superterras de curto período, e exoplanetas Jovianos, semelhantes às razões para o deserto anão marrom.